# 3886 Shcherbakovia
3886 Shcherbakovia è un asteroide della fascia principale. Scoperto nel 1981, presenta un'orbita caratterizzata da un semiasse maggiore pari a 2,7722327 UA e da un'eccentricità di 0,1034273, inclinata di 5,05528° rispetto all'eclittica.